# Leonhart Fuchs

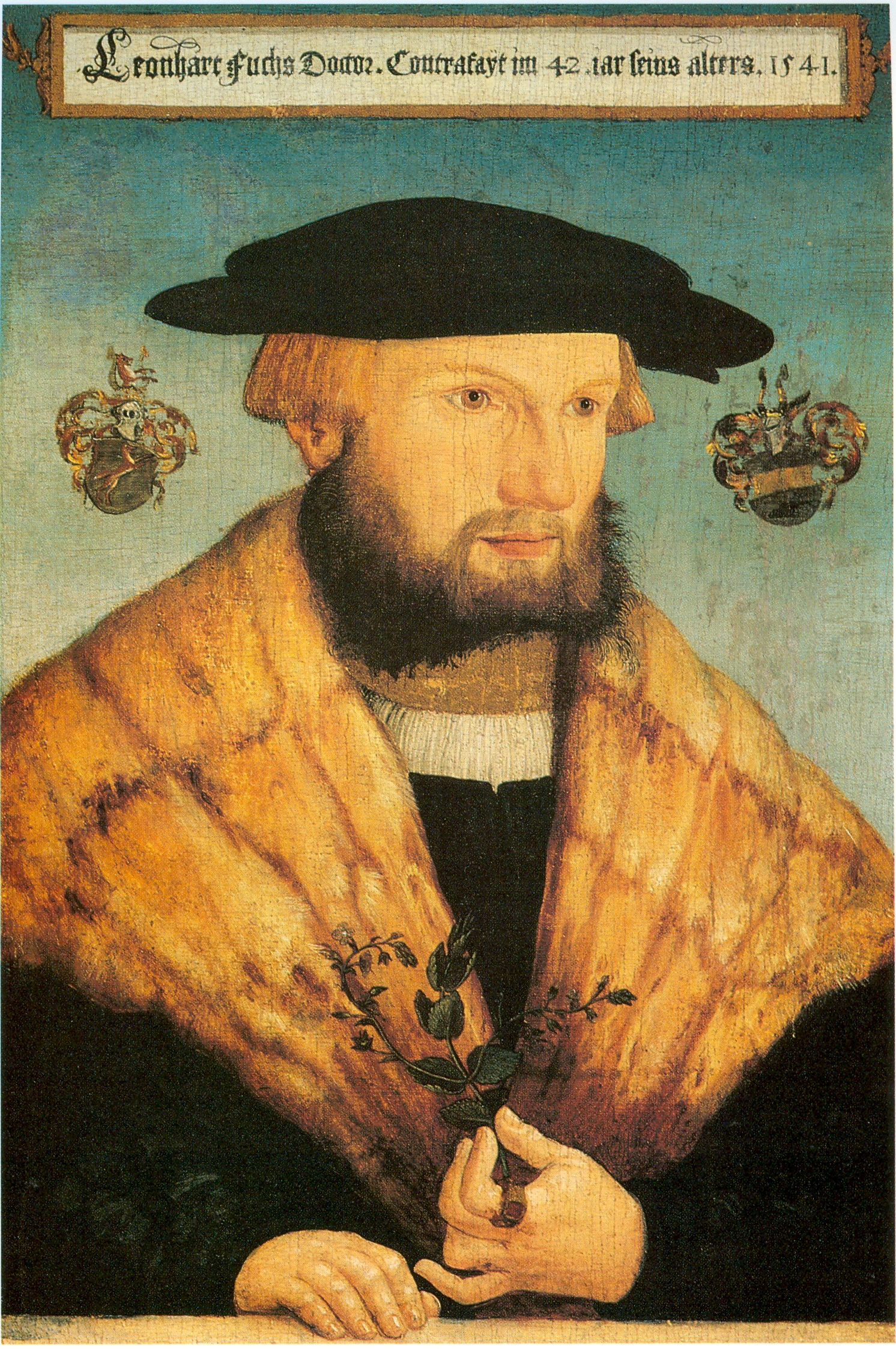
Leonhart Fuchs

Leonhart Fuchs (Wemding, 17 de Janeiro de 1501 – Tubinga, 10 de Maio de 1566) foi um médico alemão e uma das três figuras consideradas como patriarcas da botânica, juntamente com Hieronymus Bock e Otto Brunfels.

## Vida
Fuchs nasceu em Wemding, no Ducado da Baviera. Depois de passar pela escola em Heilbronn, Fuchs foi para a Marienschule em Erfurt, Turíngia quando tinha doze anos, e graduou-se como Baccalaureus artium. Em 1524 tornou-se Magister Artium em Ingolstadt, e recebeu o título de doutor em medicina no mesmo ano.
De 1524 a 1526, exerceu como médico em Munique, até que recebeu uma cátedra de medicina em Ingolstadt, em 1526. Em 1528-1531 foi médico pessoal de Jorge, marquês de Brandemburgo-Ansbach.
Fuchs foi chamado a Tubinga por Ulrico de Vurtemberga em 1533 para auxiliar na reforma da universidade no espírito do humanismo. Foi chanceler sete vezes, passando os últimos trinta e um anos da sua vida como professor de medicina.
Faleceu em Tubinga, Alemanha, em 1566.

## Obra
Como os médicos medievais que o precederam e os seus contemporâneos, Fuchs foi fortemente influenciado pelos três autores clássicos, gregos e romanos, Hipócrates, Dioscórides e Galeno, que escreveram sobre medicina e matéria médica. Ele pretendeu combater a hegemonia árabe na medicina, tal como tinha sido transmitida pela escola médica de Salerno, fazendo-a regressar à pureza dos autores clássicos. Mas ele também estava consciente da importância da experiência prática e levava os seus estudantes a visitas ao campo, onde ensinava sobre plantas medicinais in situ. Ele fundou um dos primeiros jardins botânicos alemães.

## Principais publicações

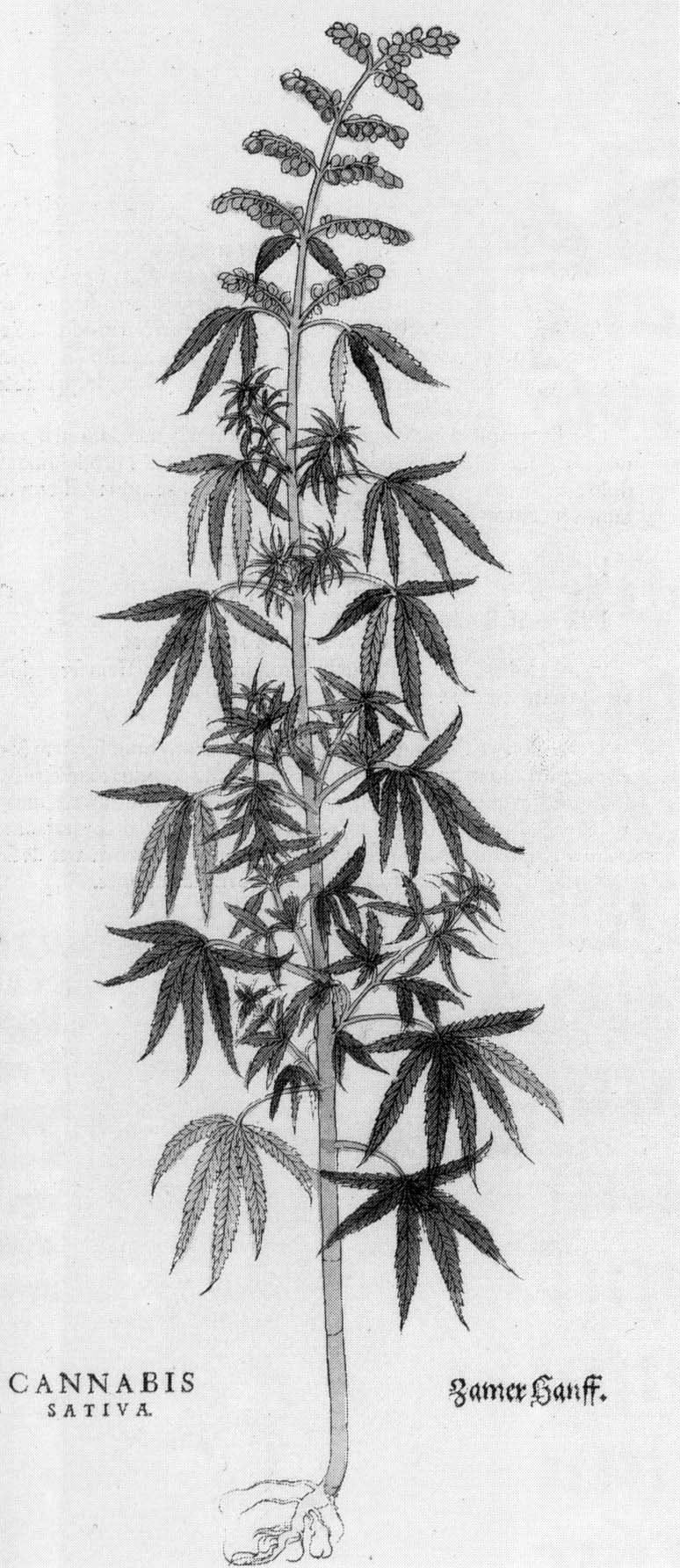
Cannabis sativa na De historia stirpium commentarii.

- Errata recentiorum medicorum ("Erros dos médicos recentes") (Hagenau, 1530).
- De historia stirpium commentarii insignes ("Comentários notáveis sobre a história das plantas", Basileia, 1542), a sua grande obra sobre plantas, traduzida, com maior ou menor fidelidade, para alemão, como "New Kreüterbuch" (1543), para inglês, como "New Herbal", e para holandês, como "Den nieuwen Herbarius, dat is dat boeck van den cruyden" (1543).

### Edições modernas
- Klaus Dobat/Werner Dressendorfer (eds.) Leonhart Fuchs: The New Herbal of 1543. Taschen, 2001.

## Eponímia
O nome de Fuchs foi imortalizado na planta Fuchsia, descoberta em Santo Domingo, nas Caraíbas em 1696/97 pelo francês Charles Plumier, que publicou a primeira descrição da Fuchsia triphylla, flore coccineo" em 1703.
A cor fúcsia nada tem a ver com o nome da planta. Deriva de fuchsine, o nome comercial da tinta.